# Schachtkraftwerk
Ein Schachtkraftwerk ist ein Laufwasserkraftwerk, bei dem ein Teilstrom vor dem Stauwehr in einen senkrechten Schacht abströmt und dort eine Turbine mit Generator antreibt. Diese Konstruktion verhindert strömungstechnisch, dass Fische in die laufende Turbine gelangen und dort zerschlagen werden sowie der Flusslauf durch das im Fluss mitgeführte Geschiebe aus Steinen und Treibholz am Turbineneinlauf gestört wird.

## Konstruktion und Funktion
Vor dem Stauwehr im Flusslauf befindet sich ein senkrechter Schacht, in dem der größte Teil des Wassers abströmt und dort eine Turbine mit Generator antreibt. Eine geringe Wassermenge strömt weiterhin über das Wehr.
Der obere Rand des Schachtes befindet sich auf dem Niveau des Flussbodens vor dem Stauwehr und ist mit einem feinen, horizontalen Rechen abgedeckt, ein Metallgitter zum Schutz der Fische gegen ein Einströmen. Diese Anordnung gewährleistet auch, dass das vom Fluss mitgeführte Geschiebe ungehindert über das Wehr abfließen kann.
Die komplett unter Wasser befindliche Turbinen-Generatoreinheit besteht aus einer getriebelosen Verbindung von Generator und Laufrad und wird von einer wartungs- und verschleißfreien Dichtung versiegelt. Durch die wenigen bewegten Teile ist das Aggregat besonders wartungsarm. Aufgrund dieser Eigenschaft wurde das Unternehmen, das dieses Aggregat (mit der Bezeichnung DIVE-Turbine) entwickelte, 2009 mit dem Bayerischen Umweltpreis ausgezeichnet.
An die Turbinen-Generatoreinheit schließt sich ein Diffusor an, aus dem das Wasser aus der Turbine wieder abfließt.
Nur ein am Ufer stehendes Transformator-Häuschen weist auf die Energiequelle hin. Die heute in der Planung befindlichen Schachtkraftwerke haben Fallhöhen von 1,2 und 2,5 Metern.
Es ist möglich, mehrere Schächte nebeneinander anzuordnen.

## Leistungsangaben
An der Loisach bei Großweil ist ein Schachtkraftwerk im Zweischachtdesign mit einer Fallhöhe von 2,5 m, einem Kraftwerksabfluss von 22 m³/s und einer Leistung von 420 kW im Juli 2020 in Betrieb gegangen und es deckt den Strombedarf von Großweil komplett ab.
Der Wirkungsgrad des Schachtkraftwerks wird mit 86 % angegeben, der eines konventionellen Wasserkraftwerks liegt bei 70 bis 80 Prozent.

## Ökologische Verträglichkeit
Maßnahmen zum Schutz der Fische gegen ein Einströmen zur Turbine sind die zum Flusslauf angeordnete horizontale Rechenfläche, die niedrige Einströmgeschwindigkeit am Rechen, die durch einen großen Einlaufquerschnitt des Schachtes erreicht wird, und das feine Rechengitter. In den durchgeführten Versuchen der TU-München (Wasserbau und Wasserwirtschaft) wurden keine Fische durch die Strömung an den Rechen gedrückt. Die Fische konnten sich frei bewegen und es traten keine Schädigungen auf. Jedoch ergaben umfangreichere Studien, dass je nach Fischart doch Schädigungen auftreten.
Fische können durch Öffnungen am Wehr flussabwärts gelangen. Flussaufwärts können sie über eine Fischtreppe das Wehr umgehen.
Turbine und Generator emittieren keinen Schall, weil sie unter Wasser arbeiten.

## Einsatzbereiche
Schachtkraftwerke sind bis zu kleinen Fallhöhen (> 1 Meter) und auch in kleinen Fließgewässern einsetzbar. Sie eignen sich für dezentrale Anlagen, insbesondere auch in Entwicklungsländern. Wegen der einfachen Konstruktion sind die Erstellungs- und Unterhaltskosten (bei geringem Wartungsaufwand) verglichen mit anderen Bauarten gering.
In Deutschland wurde bislang von der TU-München – Wasserbau und Wasserwirtschaft eine Versuchsanlage im bayrischen Obernach errichtet, die 2013 mit 50 Kilowatt elektrischer Leistung den Betrieb aufnahm.
Ein erster Prototyp wurde an der Loisach in der Gemeinde Großweil geplant und Ende 2014 genehmigt.
Der Bund Naturschutz und der Landesfischereiverband reichten eine Klage mit Bezug auf die FFH und die Alpenkonvention beim Bayerischen Verwaltungsgericht ein. Der Rechtsstreit wurde mit einem Kompromiss unter Einhaltung verschärfter Umwelt- und Fischschutzauflagen beigelegt. Im Juli 2020 ist dieses Kraftwerk ans Netz gegangen.
Im Dezember 2016 wurde zudem der Bau eines Schachtkraftwerks an der Iller bei Dietenheim genehmigt. Insgesamt sollen acht solcher Kraftwerke an der Iller errichtet werden.